# Буза (морозиво)

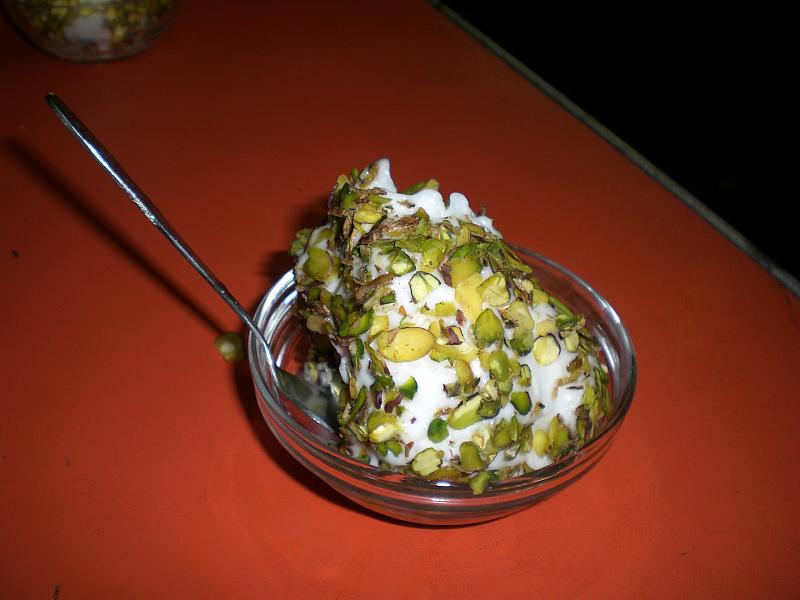

Буза (араб. الييس كريم واللبن: «молочне морозиво», також відоме як «арабське морозиво» також називається: арабське морозиво) — це морозиво, яке виготовляють із подрібненого кореня орхідеї та смоли мастикового дерева. Таке морозиво має густішу текстуру, більш придатну для жування. Воно відрізняється додаванням спеціального рослинного інгредієнту під назвою sahlab (سَحْلَب), що уповільнює танення в жаркому кліматі арабського світу, де він найчастіше зустрічається. Sahlab також є основним інгредієнтом турецької версії цього стилю морозива під назвою Дондурма.